# Jevany
Jevany är en ort i Tjeckien.   Den ligger i regionen Mellersta Böhmen, i den centrala delen av landet, 30 km öster om huvudstaden Prag. Jevany ligger 399 meter över havet och antalet invånare är 449.
Terrängen runt Jevany är platt åt nordost, men åt sydväst är den kuperad. Runt Jevany är det ganska glesbefolkat, med 23 invånare per kvadratkilometer. Närmaste större samhälle är Říčany, 11,4 km väster om Jevany. I omgivningarna runt Jevany växer i huvudsak blandskog.